# Painal

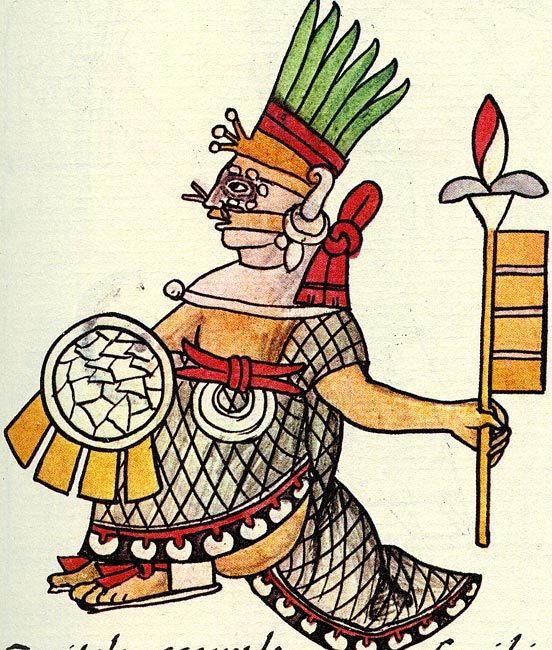
Paynal raffigurato nel Codice fiorentino

Nella religione azteca, Painal (chiamato anche Paynal o Painalton o Paynalton; Lingua nahuatl classica: Payīnal [paˈjiːnaɬ], Payīnaltōn, Payīnaltzin; deriva da painalli, ovvero correre veloce) era un dio (teotl) che fungeva da messaggero di Huitzilopochtli.
Era dio dei mercanti ma anche dei dottori e della medicina, ed assisteva i malati e i feriti.